# Arvika (commune)
La commune d'Arvika est une commune suédoise du comté de Värmland. Environ 25940  personnes y vivent (2020). Son chef-lieu se situe à Arvika.

## Localités principales
- Åmotfors
- Arvika
- Edane
- Glava
- Gunnarskog
- Jössefors
- Klässbol
- Sulvik

## Personnalités liées à la commune
- Per Eklund (1946-) : pilote de rallyes et de rallycross, vivant à Arvika ;
- Kenny Bräck (1966-) : pilote automobile né à Arvika ;
- Johan Kristoffersson (1988-) : pilote de rallycross, vivant à Arvika ;
- Vikingarna : célèbre groupe de dansband formé à Arvika en 1957.
- Gunnar Andersson (1928-1969), footballeur, né à Arvika.